# Ga Bắc Thủy
Ga Bắc Thủy là nhà ga xe lửa tại xã Bắc Thủy huyện Chi Lăng tỉnh Lạng Sơn. Nhà ga là một điểm của đường sắt Hà Nội - Đồng Đăng và nối với ga Đồng Mỏ với ga Bản Thí.